# Anacroneuria perplexa
Anacroneuria perplexa és una espècie d'insecte plecòpter pertanyent a la família dels pèrlids.

## Hàbitat
En el seu estadi immadur és aquàtic i viu a l'aigua dolça, mentre que com a adult és terrestre i volador.

## Distribució geogràfica
Es troba a Amèrica: Mèxic, Belize, Costa Rica, Guatemala i Hondures.